# Вулиця Ілюші Кулика
Вулиця Ілюші Кулика (колишня назва: Козацька) — вулиця, розташована в Центральному та Дніпровському районах Херсона. З'єднує проспект Незалежності з вулицею Залаегерсег.
Почала формуватися у другій половині XIX ст., під назвою «Козацька». До 50-х років XX ст. вся вона містилася між вулицями Тираспільською та Кременчуцькою. Сучасну назву отримала в 1965 році в пам'ять про ватажка місцевого руху опору під час Другої світової війни — Іллі Кулика.
Нумерація будинків ведеться від проспекту Незалежності. Спочатку йдуть висотні будинки, оточені зеленню, потім (по лівій стороні) тягнуться корпуси Херсонського машинобудівного заводу. З правого боку вулиці від її початку і до перехрестя з вулицею Чорноморською розташовані переважно одноповерхові приватні будинки.